# 新城镇 (天津市)
新城镇，是中华人民共和国天津市滨海新区下辖的一个乡镇级行政单位。

## 行政区划
新城镇下辖以下地区：
新城村、营房村、南开村、邓善沽村、梁子村、澜和湾社区、源和湾社区、紫枫苑社区、景逸名邸社区和华发未来荟社区。